# Azilal (provins)
Azilal (arabiska: إقليم أزيلال, franska: Province d'Azilal) är en provins i Marocko.   Den ligger i regionen Béni Mellal-Khénifra, 230 km söder om huvudstaden Rabat. Antalet invånare är 504 501. Arean är 9 800 kvadratkilometer.